# Gökbez (Pozantı)
Gökbez ist ein Ortsteil (Mahalle) im Landkreis Pozantı der türkischen Provinz Adana mit 982 Einwohnern (Stand: Ende 2024). 
Im Jahr 2011 hatte Gökbez 928 Einwohner.